# مارتن فريدريك أنسل
مارتن فريدريك أنسل (بالإنجليزية: Martin Frederick Ansel)‏ هو محامي وسياسي أمريكي، ولد في 12 ديسمبر 1850 في تشارلستون في الولايات المتحدة، وتوفي في 23 أغسطس 1945 في غرينفيل في الولايات المتحدة. حزبياً، نشط في الحزب الديمقراطي. وقد انتخب عضو مجلس نواب كارولاينا الجنوبية وانتخب حاكم كارولينا الجنوبية ‏ (15 يناير 1907 – 17 يناير 1911).